# تويوتا سي اتش ار
تويوتا سي اتش ار (بالإنجليزية:Toyota C-HR) هي سيارة كروس أوفر تنتجها شركة تويوتا.